# 武内ゆかり
武内 ゆかり（たけうち ゆかり、1964年 - ）は、日本の獣医学者。専門は獣医動物行動学、動物行動治療学。東京大学大学院農学生命科学研究科教授。元日本獣医動物行動研究会会長。

## 人物・経歴
兵庫県生まれ。1987年東京農工大学農学部獣医学科卒業。1989年東京農工大学大学院農学研究科獣医学専攻修士課程修了、国立精神・神経センター神経研究所流動研究員。1991年東京大学農学部獣医動物行動学研究室助手。1996年東京大学博士（獣医学）。1997年東京大学大学院農学生命科学研究科獣医動物行動学研究室准教授。1998年から1999年までコーネル大学、カリフォルニア大学デービス校獣医学部に留学。2015年日本獣医動物行動研究会会長。2017年東京大学大学院農学生命科学研究科獣医動物行動学研究室教授、日本獣医学会理事・学術雑誌編集委員長、動物愛護社会化促進協会理事。2018年東京都動物愛護管理審議会委員。

## 著作

### 著書
- 『臨床獣医師のためのイヌとネコの問題行動治療マニュアル』ファームプレス 2001年
- 『動物看護のための動物行動学』日本小動物獣医師会 2004年
- 『はじめてでも失敗しない愛犬の選び方』幻冬舎 2007年
- 『図解雑学最新イヌの心理』ナツメ社 2011年
- 『動物行動学 : 獣医学教育モデル・コア・カリキュラム準拠』インターズー 2012年
- 『イヌとネコのふしぎ101 : いちばん身近な動物たちの体と行動と心のなぜ』偕成社 2016年

### 訳書
- 『臨床獣医行動学の最新情報』学窓社 2005年
- 『吠えないで』学窓社 2006年
- 『掘らないで』学窓社 2006年
- 『トイレトレーニング』学窓社 2006年
- 『基本トレーニング』学窓社 2006年
- 『おいで,おすわり,まて』学窓社 2006年
- 『一緒に遊ぼう』学窓社 2006年
- 『かじらないで』学窓社 2006年
- 『動物病院における獣医行動学の適用と展望』インターズー 2009年
- 『犬と猫の問題行動診断・治療ガイド : 小動物臨床のための5分間コンサルト』インターズー 2012年

### 監修
- 『イヌの心理』ナツメ社 2001年
- 『しぐさでわかる愛犬の健康と病気 : ひと目でわかる！図解』主婦と生活社 2002年
- 『イヌの本音 : 図解雑学Q&A』ナツメ社 2005年
- 『しぐさでわかる愛犬の医学 : 応急対応から治療、介護、日常の注意まで : 病気丸わかり百科』幻冬舎 2005年
- 『なるほどわんコ行動学』学習研究社 2006年
- 『知っておきたいネコの気持ち』西東社 2007年
- 『犬の飼い主マナーと常識 : 犬のことがすぐわかる本』小学館 2008年
- 『イヌの"本当の気持ち"がわかる本』ナツメ社 2008年
- 『最新イヌの心理』ナツメ社 2011年
- 『人のくらしを助けてくれるはたらく動物大研究 : 犬・馬・牛からタカ・イルカまで』PHP研究所 2011年
- 『猫語ブック : うちのこの気持ちがもっとわかる！』日本文芸社 2013年
- 『ネコの心理学 : 愛猫の気持ちがもっとわかる！』西東社 2014年
- 『一般診療にとりいれたい犬と猫の行動学』ファームプレス 2021年